# 西西里木偶剧

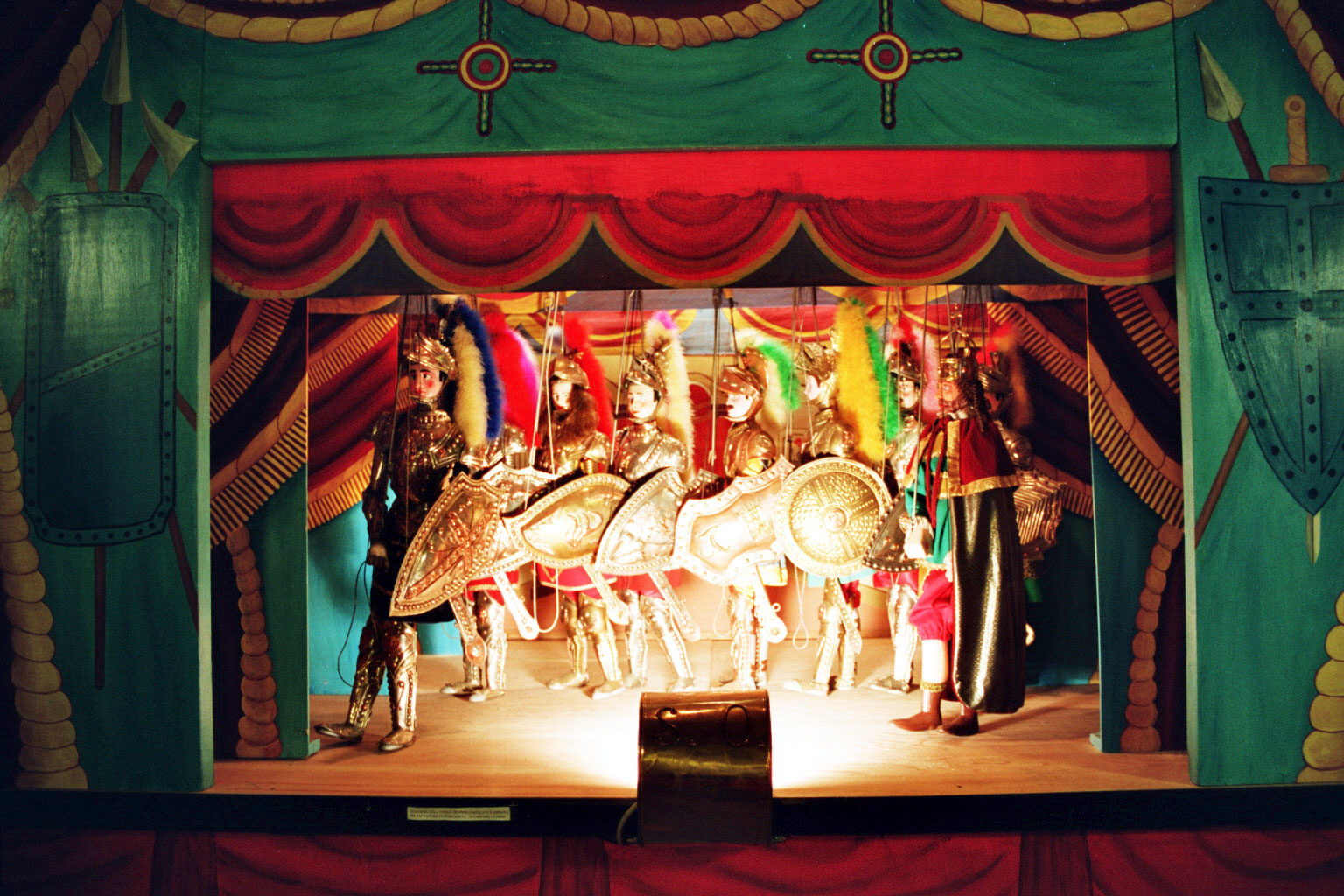

西西里木偶剧是在意大利西西里表演的木偶剧。于2008年列入联合国教科文组织人类非物质文化遗产代表作名录。